# Antonio Ferrer
(Alessandro Manzoni, I promessi sposi, cap. XIII)
Antonio Ferrer (Sant Feliu de Guíxols, 1564 – Milano, marzo 1634) è stato un avvocato e diplomatico spagnolo.

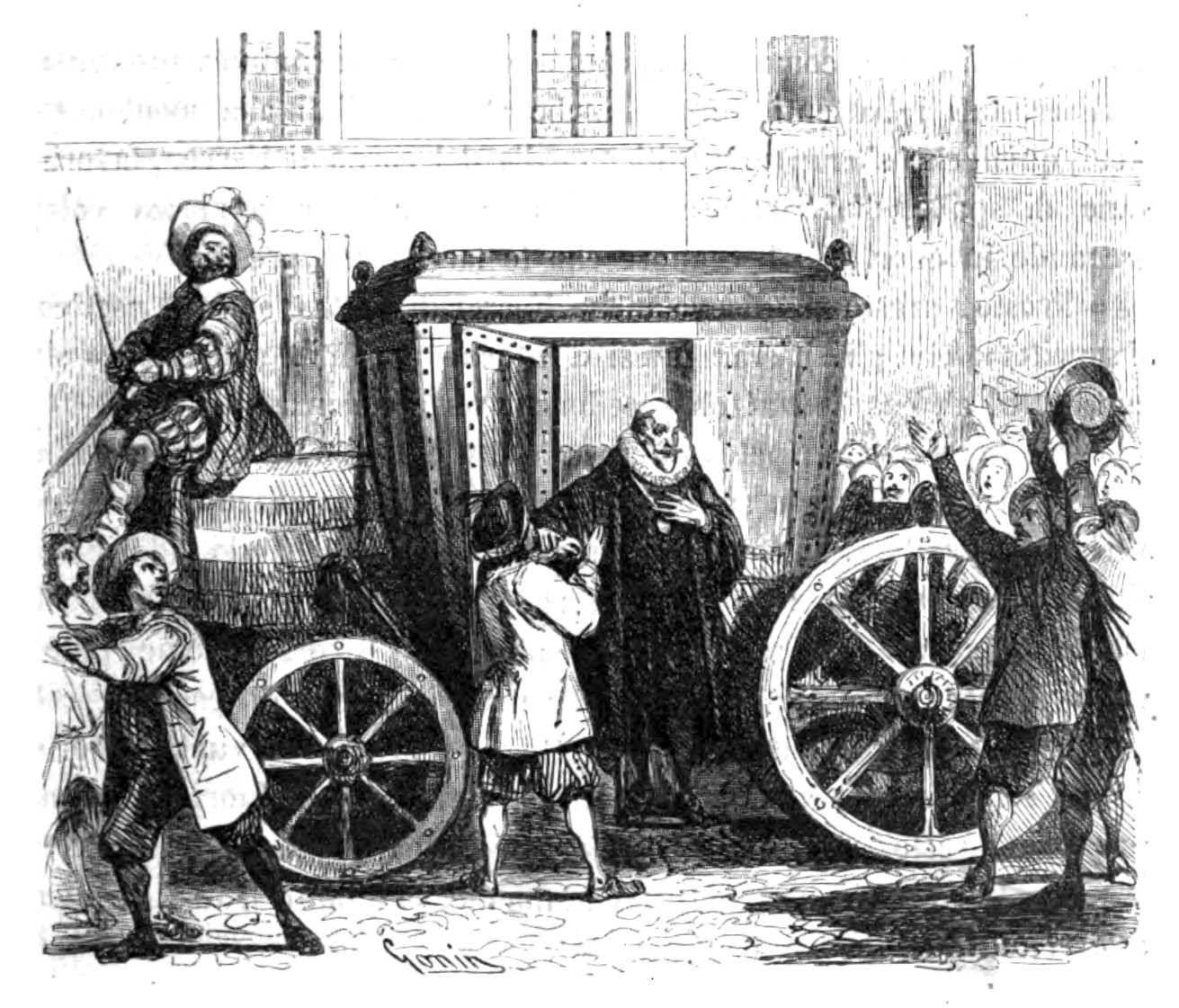
Antonio Ferrer in un'illustrazione di F. Gonin per l'edizione de I promessi sposi del 1840

Fu gran cancelliere di Milano dal 1619 al 1634 e appare nel romanzo I promessi sposi di Alessandro Manzoni.

## Biografia
Figlio di Narciso, mercante, e della moglie Rafaela, fu battezzato il 5 marzo 1564.
Negli ultimi anni del Cinquecento fu consigliere del viceré di Catalogna, Lorenzo Suarez Figueroa, secondo duca di Feria. Anche dopo la nomina del duca a viceré di Sicilia nel 1603, Ferrer continuò ad esserne il consigliere.
Il 17 agosto 1603 fu nominato senatore togato di Milano. Nonostante questa nomina, Ferrer continuò ad occuparsi del duca di Feria in Sicilia, che ne richiese i servigi anche nel 1606 quando divenne ambasciatore presso i principi elettori dell'Impero. Dopo la morte del duca nel 1607, rimase in Sicilia.
Nel 1619 aspirava alla carica di presidente della Gran Corte di Giustizia, ma non la ottenne. Il 3 agosto dello stesso anno fu nominato gran cancelliere di Milano, cioè consigliere giuridico-politico del governatore, e dal 3 agosto divenne membro del Consiglio segreto dello Stato di Milano. Tra il 1618 e il 1625 la carica di governatore venne ricoperta da Gómez Suárez de Figueroa y Córdoba, terzo duca di Feria, figlio del duca già servito da Ferrer.
Dal 1628 sostituì il governatore di Milano Gonzalo Fernández de Córdoba, impegnato nella guerra di successione di Mantova e del Monferrato. Il 29 luglio 1630, durante la peste manzoniana, firmò una grida con cui si impartirono le modalità di messa a morte dei due untori Gian Giacomo Mora e Guglielmo Piazza.
Nel 1632 assunse la cittadinanza milanese.
Morì a Milano nel marzo 1634.
Nel 1624 Ferrer sposò Lucia Cusani, vedova di Pompeo Litta, II marchese di Gambolò. La figlia Maria (nata da un precedente matrimonio) sposò il marchese Agostino Litta, III marchese di Gambolò, figlio primogenito di Pompeo Litta e Lucia Cusani.

## NeI promessi sposi
Nel romanzo manzoniano Ferrer ha funzione di gran cancelliere spagnolo a Milano, dove prende le veci di Don Gonzalo, impegnato nella battaglia di Monferrato; egli aveva fissato un "prezzo politico" per l'acquisto del pane, che non era stato rispettato perché troppo esiguo, ed era diventato, pertanto, causa prima della carestia e dei tumulti che ne seguirono.
Personaggio secondario, non viene analizzato nella sua storia interna, ma si coglie il suo temperamento attraverso l'episodio del suo percorso in carrozza per andare in salvataggio del vicario di provvisione, che sta per essere vittima del popolo inferocito.
Egli riesce a portare una certa calma e a far cadere l'attenzione del popolo su di sé con astuzia e diplomazia. Renzo lo incontra a Milano e ne rimane attratto positivamente, anche perché egli ne aveva già letto il nome in calce a una "grida", che aveva visto nello studio del dottor Azzecca-garbugli.
(Alessandro Manzoni, I Promessi Sposi, Cap. XIII, 197 - 204)
La sua doppiezza è evidente nel linguaggio, nell'uso di due lingue. Usa l'italiano quando vuol fare il diplomatico con la folla e accattivarsi la sua simpatia promettendo ingannevolmente "pane e giustizia", mentre si serve dello spagnolo, sua lingua madre, quando è sincero. Si tratta quindi di un istrione che agisce con il solo scopo di andare a liberare il vicario di provvisione assediato dalla folla nel suo palazzo: Ferrer "veniva a spender bene una popolarità male acquistata".

### La critica
Come scrive Ferdinando Giannessi "C'è... nel personaggio di Ferrer, il peso - poeticamente risolto - di una evidentissima bivalenza: figura autonoma, inventata con estrema acutezza e, insieme, pretesto per arricchire il contorno di nuovi e più complessi riferimenti umani e psicologici". Il critico Marcella Gorra evidenzia che Ferrer, con il suo comportamento, dimostrava come la legge fosse alleata dell'abuso e come fosse non espressione del diritto ma emanazione del potere. Nella coscienza di questo personaggio è assente la responsabilità in senso umano e religioso.